# 32144 Humes
32144 Humes è un asteroide della fascia principale. Scoperto nel 2000, presenta un'orbita caratterizzata da un semiasse maggiore pari a 2,762067 UA e da un'eccentricità di 0,224851, inclinata di 6,581651° rispetto all'eclittica. Ha un diametro di 7,698 km.